# 天津机电学院
天津机电学院，在原天津工业学校的基础上建立，计划学生规模3600人，校址在天津市红桥区丁字沽光荣道原北洋大学旧址。院长李中垣，党委书记谷纪芳。
1959年5月，天津专区工学院并入天津机电学院，在天津专区工学院原址改建天津机电学院中专部。
1961年，与天津建筑工程学院、天津化工学院合并组建天津工学院，次年河北工学院并入，成为河北工业大学的前身之一。由于继承北洋大学的天津大学已经迁往七里台新校舍，故天津机电学院在原北洋大学旧址办学，成为日后北洋大学旧址坐落于河北工业大学校内的原因，